# Zero Gravity
Zero Gravity (engl. für keine Schwerkraft) ist ein Lied der australischen Sängerin Kate Miller-Heidke und der Wettbewerbsbeitrag des Landes zum Eurovision Song Contest 2019 in Tel Aviv in Israel. Der Song wurde im ersten Halbfinale am 14. Mai 2019 auf den ersten Platz gewählt und konnte sich für das Finale qualifizieren, wo er mit 284 Punkten den neunten Platz erreichte.

## Musik und Text
Es handelt sich bei Zero Gravity um einen Operatic-Pop-Song. Miller-Heidke schrieb das Lied nach ihrer Erfahrung mit postnataler Depression nach der Geburt ihres Sohnes Ernie und nachdem sie sich „schwerelos“ gefühlt hatte, als sie sich erholte. Miller-Heidke sagte: „Nach der Geburt meines Sohnes Ernie hatte ich eine lange Zeit das Gefühl, meine Identität verloren zu haben und mich in vielerlei Hinsicht sehr trüb und niedergeschlagen zu fühlen. Ein paar Jahre nach seiner Geburt hatte ich das Gefühl, dass ich wieder zu meiner Stärke, Klarheit, Motivation und zu meinem Selbstbewusstsein zurückfinden würde. Und das war einfach ein unglaubliches Gefühl und genau das versuchte dieser Song einzufangen.“

## Veröffentlichung und Rezeption
Der Song wurde am 25. Januar 2019 als Single veröffentlicht. Miller-Heidke gewann mit ihm am 9. Februar 2019 den Vorentscheid Eurovision 2019: Australia Decides. Die Webseite AuspOp beschrieb den Song als „süß, tanzbar, schrullig, kantig und ein bisschen verrückt. Er vereint Pop, Tanz und sogar Oper und ermöglicht Kate, ihre außergewöhnlichen stimmlichen Fähigkeiten zur Schau zu stellen. So ziemlich perfekt, wie es scheint.“

## Eurovision Song Contest
In einem Interview mit dem australischen Sender SBS sagte Miller-Heidke, sie habe immer vom Eurovision Song Contest gewusst, ihr Interesse habe sich aber seit der Teilnahme Australiens bestärkt. Sie sagte: „Ich denke, was ich am Eurovision Song Contest liebe, ist die Möglichkeit, ein bisschen verrückt zu sein, und ich liebe es, wie er alle verschiedenen Genres und unterschiedlichen Ausprägungen experimenteller Musik und Performance umfasst. Ich liebe es, wie theatralisch er ist.“ Das Lied wurde während des ersten Halbfinals am 14. Mai 2019 an zwölfter Position aufgeführt und konnte sich mit Platz eins und 261 Punkten für das Finale qualifizieren. Es belegte dann vier Tage später, an 25. Stelle gespielt, mit 284 Punkten den neunten Platz. Bei den Auftritten stach die besondere Choreographie hervor, bei der Miller-Heidke und ihre Backgroundsängerinnen sich beim Singen rotierend an der Spitze flexibler Stangen bewegten.